# José Francisco Porras
Pour les articles homonymes, voir Porras.
José Francisco Porras Hidalgo, né le 8 novembre 1970 à Grecia, est un footballeur costaricien. Il joue au poste de gardien de but avec l'équipe du Costa Rica et le club de AD Carmelita.
Il est surnommé Porritas.

## Carrière

### En club
- 1989-1993 : CS Herediano –  Costa Rica
- 1993-1994 : AD Belen –  Costa Rica
- 1994-1995 : Puntarenas FC –  Costa Rica
- 1995-1996 : AD Carmelita –  Costa Rica
- 1996-2000 : Deportivo Saprissa –  Costa Rica
- 2000-2002 : AD Carmelita –  Costa Rica
- 2002-2008 : Deportivo Saprissa –  Costa Rica
- 2008-2009 : AD Carmelita –  Costa Rica

### En équipe nationale
Il a joué avec l'équipe du Costa Rica lors du championnat du monde des moins de 20 ans en 1999, la Copa América en 2004, la Gold Cup en 2005.
Porras participe à la coupe du monde 2006 avec l'équipe du Costa Rica.

## Palmarès

### En club
- Champion du Costa Rica
  - en 1993 avec Herediano
  - en 1998, 1999 et 2004 avec Saprissa
- 3e du championnat du monde des clubs FIFA 2005 avec Saprissa
- Champion UNCAF en 2003 avec Saprissa
- Champion CONCACAF en 2005 avec Saprissa

### En équipe nationale
- 33 sélections en équipe nationale entre 2004 et 2007
- Champion UNCAF en 2005